# Crosse au champ
Vous lisez un « bon article » labellisé en 2009.
La crosse au champ ou le lacrosse en champ (en anglais : Field Lacrosse) est un sport collectif masculin de plein air qui oppose deux équipes de dix joueurs (trois attaquants, trois milieux, trois défenseurs et un gardien) sur un terrain en herbe. Ce sport trouve son origine dans la culture amérindienne et ses règles modernes ont été codifiées par le Canadien William George Beers en 1867. La crosse au champ est l'une des trois versions majeures de crosse à l'échelle internationale. Les deux autres versions, la crosse féminine établie dans les années 1890 et la crosse en enclos créée dans les années 1930, sont disputées avec des règles différentes.
Les joueurs utilisent une longue crosse pour attraper, porter et se passer une balle en caoutchouc dans l'objectif de la mettre dans le but adverse. La tête triangulaire de la crosse possède un filet qui permet au joueur de tenir la balle. En plus de cette crosse, les joueurs doivent être revêtus de diverses protections. Défensivement, l'objectif est d'empêcher l'équipe adverse de marquer et de la déposséder de la balle à l'aide de leurs crosses, les contacts physiques étant autorisés. Les règles mises en place limitent le nombre de joueurs par zone et exigent que la balle se déplace sans interruption en direction du but opposé.
Sur le plan international, la crosse est régie par les trente-et-un membres de la Federation of International Lacrosse (FIL) qui organise tous les quatre ans les championnats du monde de crosse au champ. Il s'agit d'un ancien sport olympique et la volonté de la FIL est de le réincorporer au sein des Jeux olympiques. Toutefois le Comité international olympique s'y oppose, au motif que ce sport n'a pas assez de présence internationale et est régie par deux fédérations internationales — une pour les hommes, l'autre pour les femmes ; cela a été le cas jusqu'en 2008. La crosse au champ est jouée professionnellement en Amérique du Nord dans la Premier Lacrosse League. Elle est également jouée au haut niveau amateur en National Collegiate Athletic Association (NCAA) aux États-Unis, à l’Australian Senior Lacrosse Championship en Australie et au Canadian University Field Lacrosse Association au Canada.

## Étymologie et usage
Chez les Amérindiens, ce jeu est nommé « tewa’araton » en mohawk ou « baaga’adowe » en ojibwé. 
« Le mot crosse apparaît pour la première fois en Europe en 1534 pour décrire un jeu dans le célèbre Gargantua, de Rabelais. Quand le missionnaire jésuite Jean de Brébeuf évoque à son tour la crosse au Nouveau Monde, parle-t-il de la même activité ? Nul ne sait. »
Lors de la découverte de ce jeu par les missionnaires jésuites français dans la vallée Saint-Laurent, le nom de « lacrosse » est adopté. Sa paternité est attribuée au missionnaire jésuite Jean de Brébeuf. Le terme crosse désigne alors dans la France de la Renaissance plusieurs jeux où l’on frappe une boule avec un propulseur à tête plus ou moins recourbée, d’où son nom (par analogie avec la crosse épiscopale) ; la crosse (en deux mots, bien sûr) peut être un jeu individuel, sorte de golf rustique, ou un jeu collectif, proche du hockey – un jeu où le bâton est parfois aussi appelé crosse.
Le terme de crosse est utilisé par la Fédération de crosse du Québec et l'Association canadienne de crosse. L'expression « au champ » est venue s'ajouter à la suite de la création de la variante la crosse en enclos qui se joue en salle. En revanche, l'association française de lacrosse utilise le terme « lacrosse en champ ». Dans le monde anglophone, le terme est « field lacrosse ».

## Histoire

### Jeu amérindien

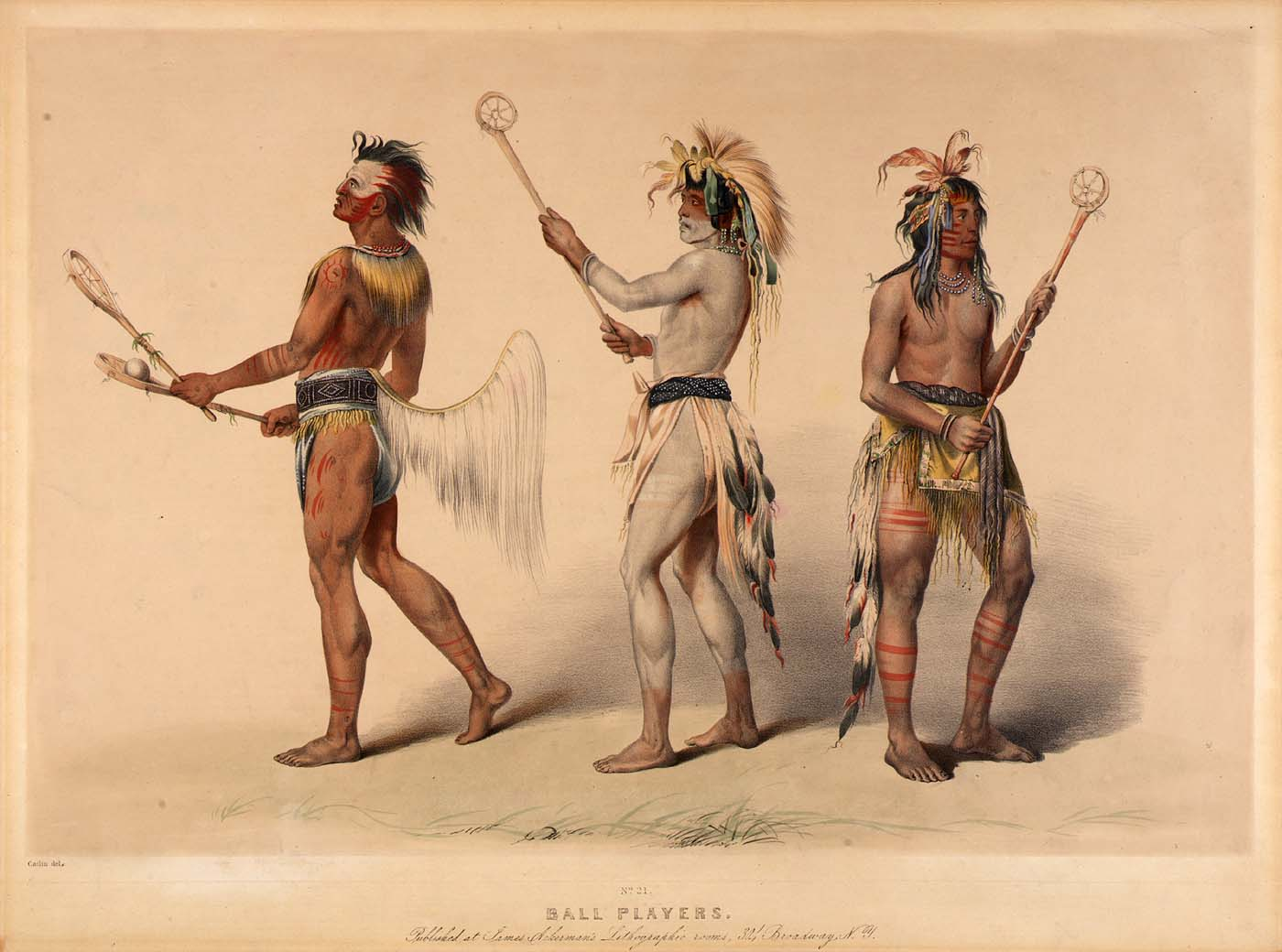
Amérindiens peints par George Catlin, illustrant la pratique de la crosse.

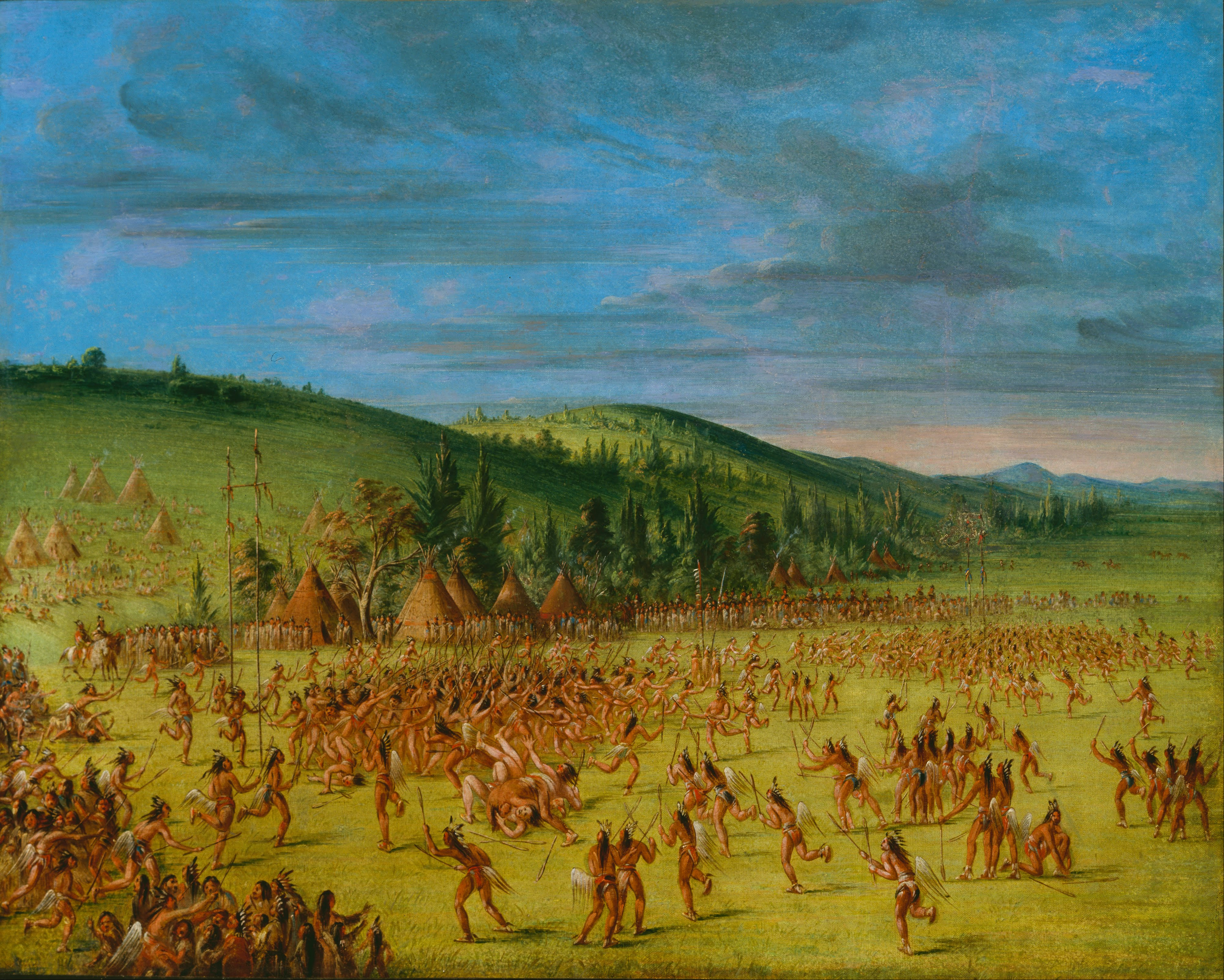
Partie de crosse chez les Amérindiens.

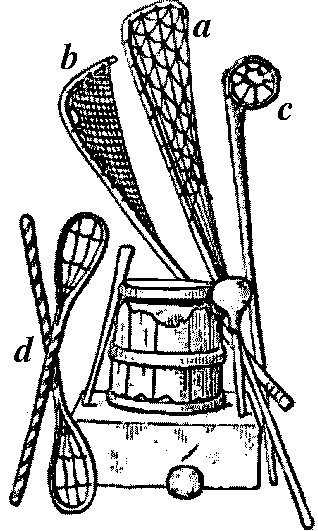
Les types de crosses par tribus : a. Iroquois b. Passamaquoddy c. Chippewa d. Cherokee.

Appelé le « sport le plus rapide à pied », la crosse est un jeu traditionnel des Amérindiens, dont les origines remontent au XIe siècle en Mésoamérique ou au Mexique. Ce jeu est ensuite pratiqué dans le Canada et les États-Unis actuels, notamment dans la région des Grands Lacs et la Côte Est des États-Unis. Selon les croyances de ces derniers, jouer à la crosse est un acte spirituel utilisé pour guérir et rendre grâce au « Créateur ».
À cette époque, ce jeu traditionnel est un des évènements phares de la civilisation amérindienne et peut se dérouler sur plusieurs jours. Des rencontres s'organisent entre villages ou tribus voisins réunissant à l'occasion des centaines voire un millier de participants. Il se dispute souvent sur un terrain entre les deux villages adversaires et les buts peuvent être distants de 500 mètres jusqu'à plusieurs kilomètres. Généralement, tout le monde peut y participer, et les règles sont fixées quelques jours avant la compétition. La balle ne doit pas être touchée avec la main. Les buts sont constitués soit de rochers soit d'arbres avant la mise en place de poteaux en bois. La durée du match dépend de la course du soleil. Chaque joueur est armé d'une crosse.
Des rites d'avant-match, semblables aux rites liés à la guerre, sont organisés : les joueurs se maquillent avec de la peinture et du charbon de bois et se dotent de différents objets qu'ils portent sur eux, symbolisant leurs qualités. Un sorcier prépare et exécute ces rites et, la veille d'un match, différentes manifestations se tiennent, comme des cérémonies, des danses tribales mais aussi des sacrifices ainsi que des cris destinés à intimider les adversaires. Le jour du match, les équipes avancent dans les champs tout en poursuivant les rites prodigués par les sorciers, certains joueurs ayant même des traces cérémonielles sur leurs bras ou leur torse. Avant le début de la rencontre, les joueurs tiennent des paris, engageant des couteaux, des chevaux voire leurs femmes et leurs enfants, la mise étant ensuite remportée par le vainqueur.
La partie débute par la mise en jeu d'une balle lancée en l'air que les adversaires se dépêchent de récupérer. En raison de l'implication d'un grand nombre de joueurs, le jeu se déplace lentement à travers le terrain. Les sorciers tiennent le rôle d'entraîneurs et les femmes ravitaillent en eau les joueurs(il existait également une version féminine de ce jeu appelé amtaj avec des crosses plus courtes). Après la rencontre, un grand festin est organisé.
Ce jeu remplit différents objectifs dont le plus important est de régler les conflits entre différentes tribus, notamment celles des Cinq-Nations. Le jeu permet également d'entretenir physiquement les joueurs pour les batailles à venir. Enfin il est associé aux croyances religieuses et permet de se rassembler autour de celles-ci. Ce jeu est alors connu sous différents noms : dehuntshigwa'es en onondaga, da-nah-wah'uwsdi en cherokee, Tewaarathon en mohawk ou baaga`adowe en ojibwé.
À cette époque, la balle est le plus souvent en bois mais également avec une coque en peau de daim remplie de cheveux et mesurait huit centimètres de diamètre.
Les premières crosses sont également en bois et sans filet. Ce dernier, une fois ajouté à la crosse, mesure de dix à treize centimètres. Il est fabriqué à partir de tendon de cerf et forme un U plutôt qu'un cercle. Les crosses sont longues de 60 à 150 centimètres et leurs formes varient selon les régions. Certains joueurs sont si attachés à leur crosse qu'ils désirent être enterrés avec. Aucun équipement de protection n'est porté à cette époque.

### Arrivée des Européens

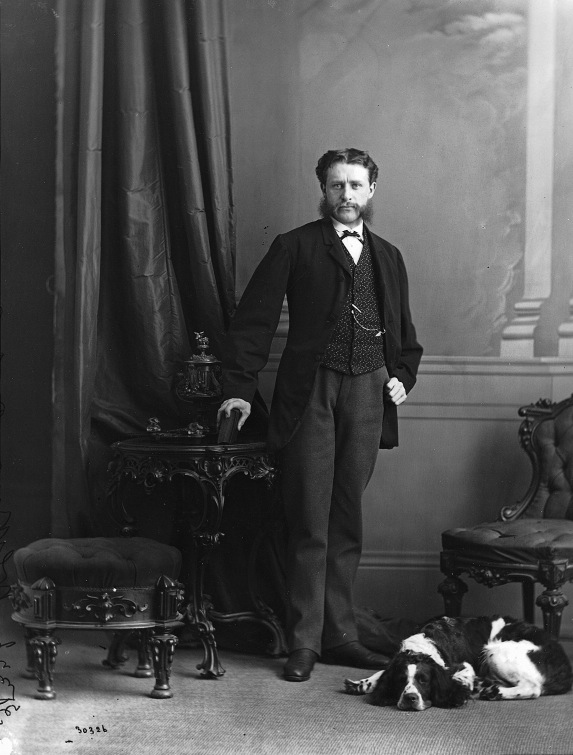
Le docteur William George Beers qui codifie les règles de crosse en 1867.

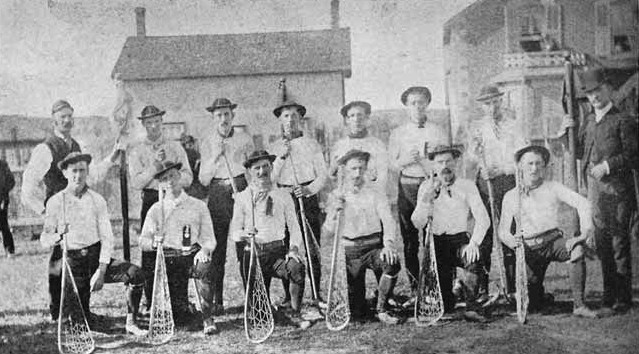
Équipe de crosse en 1885.

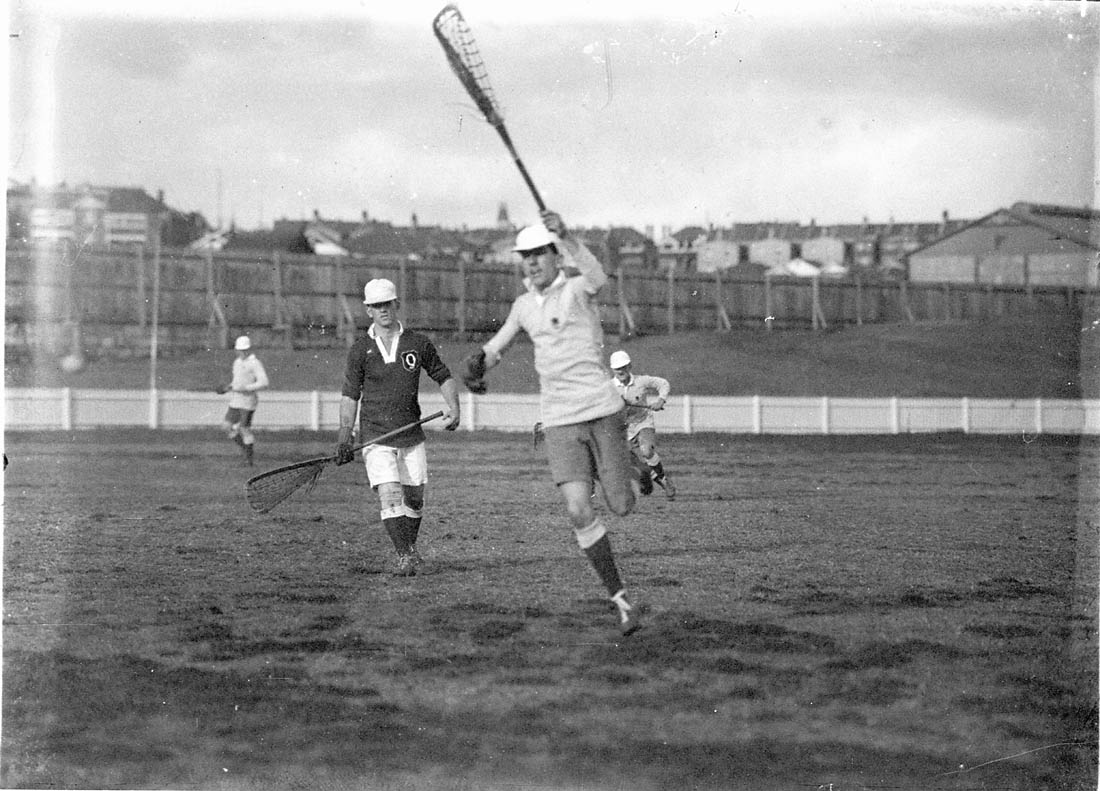
Pratique de la crosse dans les années 1930 en Australie.

Les premiers Européens à découvrir la crosse sont les missionnaires jésuites français de la vallée Saint-Laurent. Dans les années 1630, ils sont témoins de ce jeu qu'ils condamnent : ils s'y opposent en raison de sa violence et tentent de l'éradiquer.
Le missionnaire jésuite Jean de Brébeuf est le premier à relater ce jeu et lui donne son nom « la crosse », repris et renommé ensuite par les anglophones en « lacrosse ». Il décrit les indiens Huron jouant à ce jeu en 1636. Le terme crosse est originaire du terme français relatif au terrain de hockey : « le jeu de la crosse », d'autres suggestions sont qu'il est relatif à la crosse, bâton pastoral des évêques. Malgré l'opposition des jésuites, de nombreux colons européens sont intrigués et attirés par la crosse : des matchs sont organisés et, dès 1740, de nombreux colons français y prennent part, sans toutefois s'affronter aux Amérindiens.
En 1834, l'équipe de Caughnawaga fait une démonstration du jeu à Montréal et, à partir de ce moment, l'intérêt pour la crosse grandit au Canada. En 1840, les premières rencontres entre colons et Amérindiens sont organisées. En 1856, le docteur William George Beers, dentiste canadien, fonde le Montreal Lacrosse Club. Il codifie sa pratique en 1867 en diminuant la durée des rencontres, en réduisant le nombre de joueurs et l'étendue du terrain, en uniformisant la crosse (l'instrument) et en intégrant une balle en caoutchouc. Le premier match officiel est disputé sous ces règles à l'Upper Canada College en 1867 où l'Upper Canada College perd contre le Toronto Cricket Club sur le score de 3-1. Durant les années 1860, la crosse devient un sport national. En 1869, la première association sportive de crosse est créée avec l'Association canadienne de crosse.

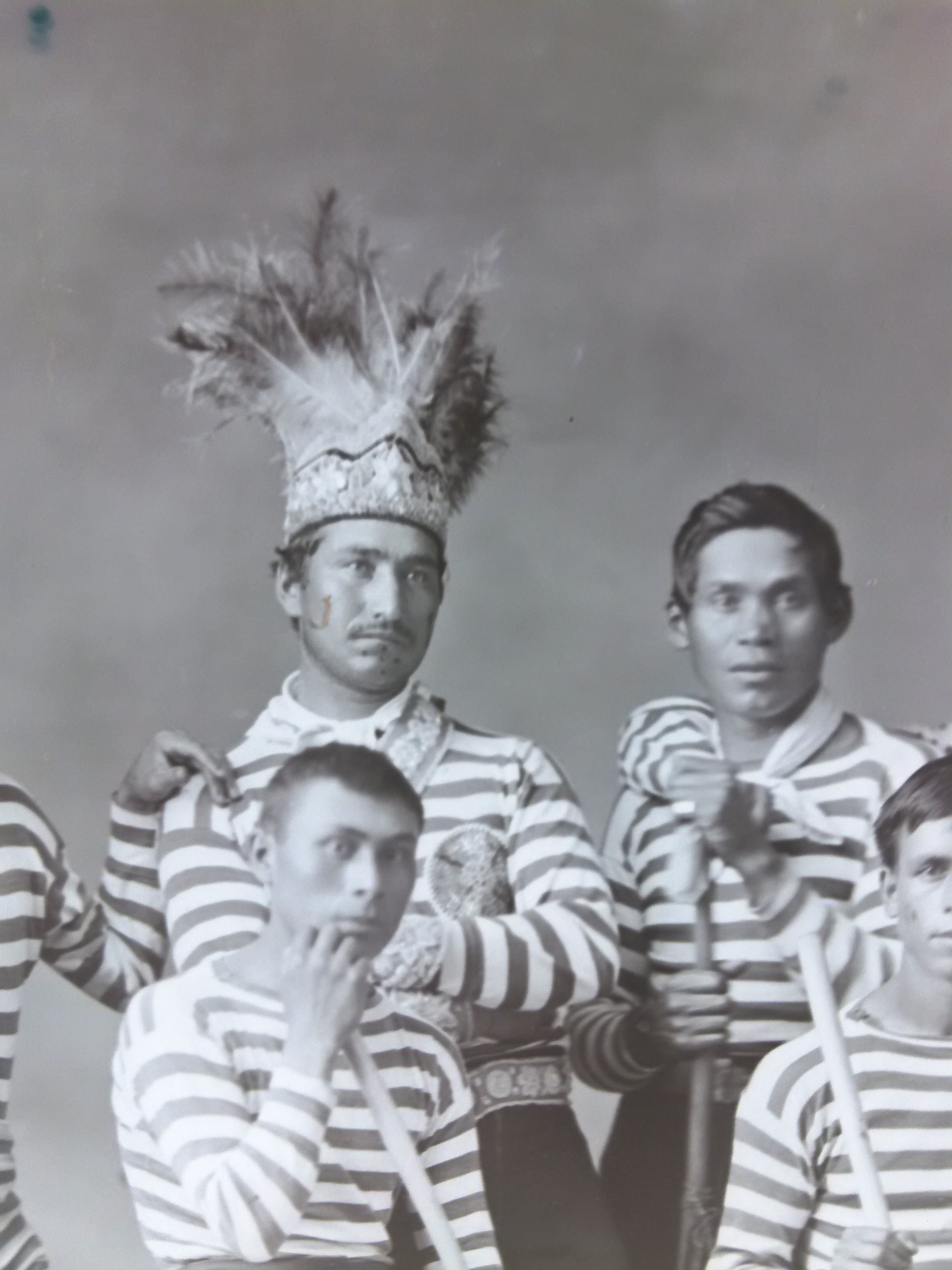
Le capitaine de l’équipe de Kahnawake, Sawatis Aiontonnis, porte une coiffe traditionnelle lors de la tournée de 1876 en Angleterre.

Les premières rencontres d'exhibition hors du territoire ont lieu également en 1867. En 1876, la Reine Victoria, témoin de ce jeu, ne cache pas son enthousiasme et déclare après la rencontre : « le jeu était très joli à regarder. » De nombreux collèges de filles anglais vont alors l'incorporer dans leur programme d'éducation physique dans les années 1890.
Bien que le sport se développe, son aspect violent reste présent et devient un obstacle à son expansion, jusqu'à l'interdiction du jeu dans les années 1900 quand les Chactas fixent au bout de leur crosse des poids pour blesser leurs adversaires.
La crosse poursuit cependant sa progression et est au programme dans de nombreux collèges et universités. Par ailleurs il est intégré aux Jeux olympiques d'été en 1904 et 1908 avant son exclusion du programme (il intègrera les Jeux mondiaux). Dans les années 1930, de nouvelles tentatives d'intégration aux Jeux olympiques sont menées : le sport est en démonstration mais ne sera jamais plus sport olympique.
Aux États-Unis, la crosse reste confinée autour de la région de la Nouvelle-Angleterre avant de s'étendre à New York, Long Island et aux États du Nord-Est, aux États de Géorgie, de Floride, du Colorado, de Californie, du Texas et du Midwest qui accueillent ce sport, notamment grâce à sa bonne visibilité dans les médias et son intégration à de nombreux programmes d'éducation physique des collèges et universités (avec la NCAA Men's Lacrosse Championship sur le même modèle que le basket-ball).
Dans les années 1970, le sport doit son expansion à des crosses à têtes en plastique permettant de réduire les coûts, favorisant la rapidité du jeu et par conséquent une meilleure attractivité. Des Championnats du monde se mettent en place depuis 1967 et le sport se dote d'une fédération internationale en 1974 destinée à sa promotion et son développement à travers le monde (International Lacrosse Federation qui fusionne en 2008 avec la fédération internationale féminine pour donner la Federation of International Lacrosse). Des compétitions voient le jour en Australie, en Europe et en Asie. La crosse professionnelle apparaît en 1988 avec la création de l’American Lacrosse League qui est abandonnée après cinq semaines d'existence. En 2001 est créée la Major League Lacrosse disputée entre des franchises américaines et canadiennes durant l'été.
La crosse féminine, version sans contact originaire d'Écosse et créée durant les années 1890, est disputée par deux équipes de douze joueuses sur un terrain plus grand et avec moins de protection que ne l'exige la version masculine. Dans les années 1930, des hommes d'affaires canadiens créent une nouvelle version de ce sport, le crosse en enclos, pour permettre de remplir les patinoires de hockey sur glace pendant la période estivale. Cette version est donc jouée en salle avec des cages plus petites entre deux équipes de six joueurs.

## Règles

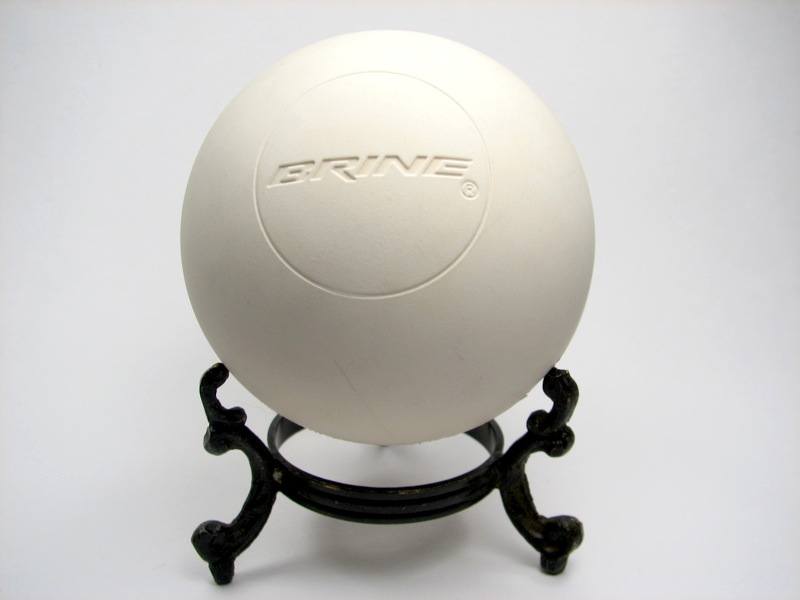
Balle de crosse.

La crosse au champ se pratique entre deux équipes et sa logique est de marquer, à l'aide des crosses, dans la cage adverse avec une balle de caoutchouc d'une circonférence de 19,7 à 20 cm pesant entre 140 et 149 grammes. Chaque équipe, de dix joueurs sur le terrain, est constituée d'un gardien, de trois défenseurs, de trois milieux de terrain et de trois attaquants. Les joueurs portent un équipement de protection et sont munis d'une crosse répondant à des caractéristiques codifiées. Des règles dictent la durée du match, les dimensions du terrain et les gestes permis. Des arbitres sont chargés de leur application et d'infliger des pénalités en cas de transgression des règles.
Le jeu a connu de profondes modifications depuis celles de Beers. Dans les années 1930, le nombre de joueurs de chaque équipe sur le terrain passe de douze à dix, des règles au sujet de l'équipement de protection sont créées et les dimensions du terrain sont réduites,.

### Aire de jeu

Dimensions d'un terrain de crosse au champ.

Le terrain standard de crosse au champ mesure 100 m de long et 55 m de large,.
Les cages, distantes de 73 m l'une de l'autre, sont centrées dans les aires défensives à 14 m de chaque bordure de zone. Il est donc possible, comme au hockey sur glace , de jouer derrière les cages. Celles-ci mesurent 1,80 m de haut et 1,80 m de large. Autour d'elles, une zone circulaire de 5,50 m de diamètre constitue la zone réservée du gardien : lui seul peut s'y trouver.
Des lignes tracées au sol séparent l'aire défensive et le milieu de terrain. Elles se trouvent à 18 m des cages et délimitent trois zones distinctes sur le terrain, : la zone autour de la cage (aire défensive), la zone de milieu de terrain puis la zone offensive (autour de la cage adverse).
Les bancs des remplaçants, des entraîneurs et des bancs de pénalités sont situés hors du terrain.

### Équipement

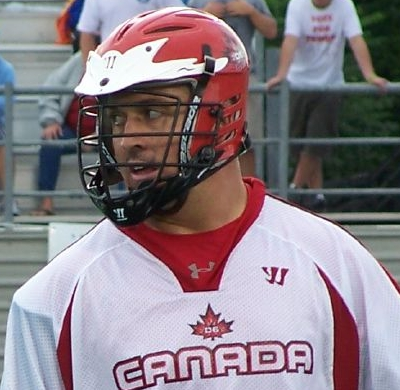
Casque de crosse sur Gary Gait.

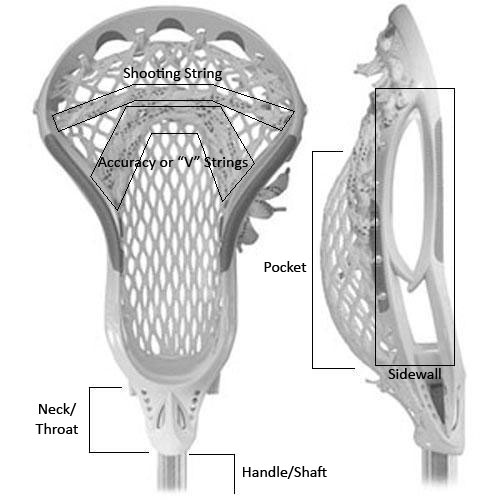
Tête d'une crosse.

L'équipement inclut une crosse et des protections (casque de crosse avec masque facial, gants et épaulettes). Il est recommandé de porter un protège-dents et un suspensoir,.
Chaque joueur porte une crosse mesurant entre 1 m et 1,10 m de long (« petite crosse ») ou entre 1,30 m et 1,80 m (« grosse crosse »). Dans chaque équipe, quatre joueurs portent une grosse crosse : les trois défenseurs et un milieu de terrain. La crosse se compose d'un axe et d'une tête de forme triangulaire ficelée avec de la maille ou cuir, des cordes en nylon forment une poche qui permet de porter la balle. La poche est déclarée illégale si la balle, une fois à l'intérieur, est intégralement en dessous de la paroi latérale (c'est‑à‑dire que la profondeur de la poche ne doit pas excéder le diamètre de la balle). La tête mesure 25 cm de longueur et sa largeur est comprise entre 10 cm et 25 cm (17 cm et 25 cm en NCAA),,.
En 2007, la NCAA met en place des règles spécifiques pour assurer la sécurité et l'intégrité des joueurs. En effet, avec l'évolution progressive de la forme de la crosse vers une poche plus profonde, il devient de plus en plus difficile de déposséder son adversaire de la balle et les défenseurs se montrent alors plus agressifs. Ce changement de règle (poche avec moins de profondeur), qui rentre en vigueur en 2009, permet d'éviter une trop grande brutalité.
Les crosses modernes ont un manche en métal (généralement en aluminium, titane ou alliages) tandis que la tête est en plastique dur. Les têtes sont ficelées avec de la corde, du cuir et de la maille et sont en forme de V.

### Joueurs

#### Gardien

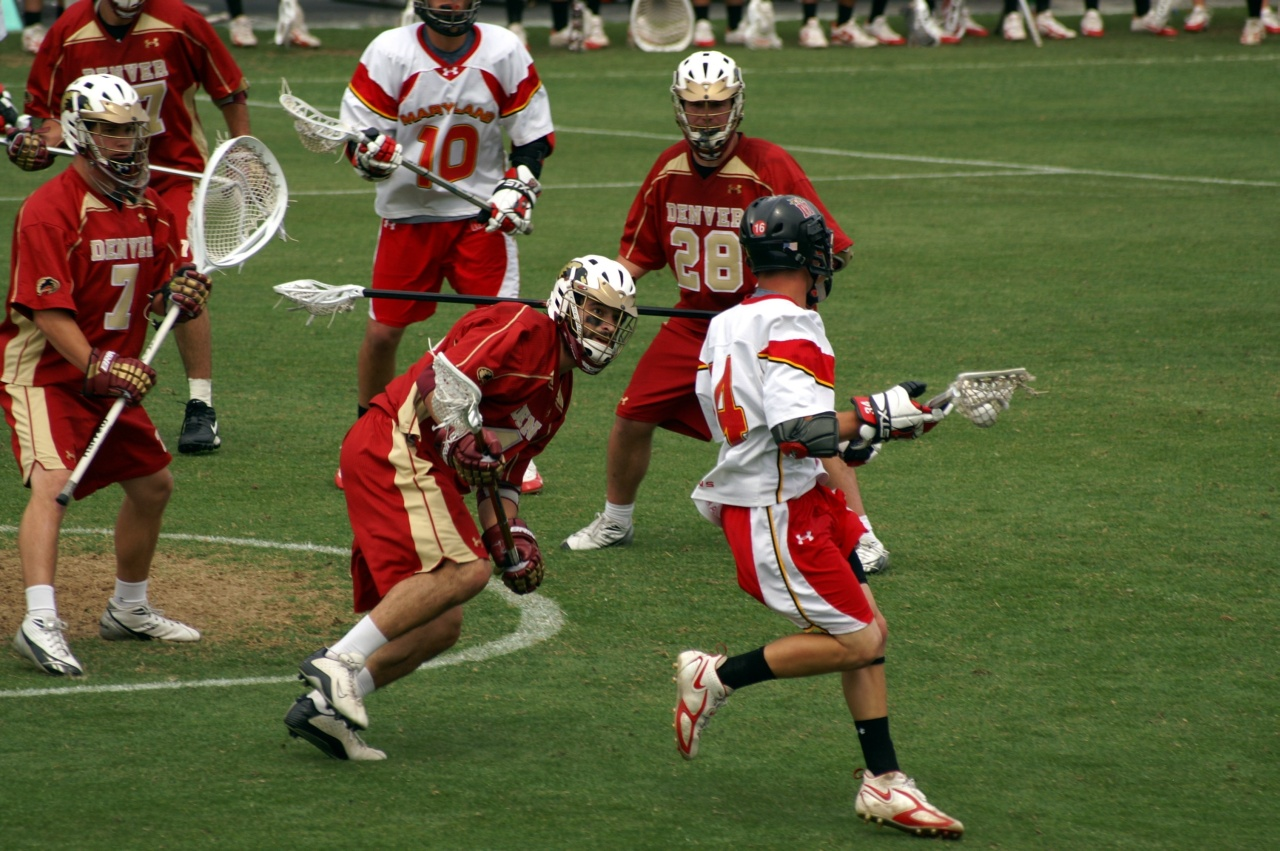
À gauche se trouve le gardien avec sa crosse spécifique.

Le gardien doit empêcher les adversaires de marquer dans sa cage d'une dimension de 1,80 m sur 1,80 m. Il doit être capable d'arrêter des tirs pouvant atteindre 160 km/h et doit diriger sa défense et leurs tactiques
L'équipement d'un gardien est différent des autres joueurs : au lieu d'épaulettes et de protections aux bras, il porte une protection sur la poitrine. Il a également des gants spéciaux pour le protéger des tirs. La tête de sa crosse est beaucoup plus longue que celle des joueurs de champ car elle doit mesurer plus de 39 cm.

#### Défenseur
Le rôle du défenseur est d'aider le gardien pour éviter que l'équipe adverse ne marque. Chaque équipe aligne trois défenseurs sur le terrain, dans la zone défensive. Chaque défenseur possède une grosse crosse qui lui donne un avantage sur les attaquants pour intercepter les passes,.

#### Milieu de terrain
Le milieu de terrain contribue autant aux phases défensives qu'offensives. Chaque équipe est dotée de trois milieux. L'un d'eux possède une grosse crosse. C'est le poste qui subit le plus de changements au cours d'un match.

#### Attaquant
Chaque équipe aligne trois attaquants qui, en général, restent dans la zone offensive. Ils sont équipés d'une petite crosse et doivent faire preuve d'habileté pour marquer le plus grand nombre de buts.

### Durée du match
Un match de compétition internationale dure 80 minutes à raison de quatre quart-temps de 20 minutes. En Premier Lacrosse League, la durée de la partie est de quatre quart-temps de 12 minutes,. Le chronomètre n'est pas arrêté après un but ou une remise en jeu, à l'exception des trois dernières minutes du match et quand des arbitres estiment qu'il y a une perte excessive de temps lors d'une blessure d'un joueur ou d'un tir loin du terrain. En cas d'égalité à la fin du temps réglementaire initial, les équipes disputent deux prolongations de cinq minutes avec mort subite : la première équipe à marquer remporte alors le match,.

### Mouvement de la balle
Les équipes doivent toujours avancer avec la balle. Une fois qu'une équipe a récupéré une balle dans sa zone défensive, elle a 20 secondes pour dépasser la ligne médiane du terrain. Si un gardien récupère la balle, il a quatre secondes pour s'en défaire. Une fois la balle conduite en milieu de terrain, les joueurs ont 10 secondes pour la porter en zone offensive. Si une balle sort du terrain, l'équipe adverse la récupère sauf lors d'un tir ; dans ce cas, le joueur le plus proche de la balle la récupère.

### Pénalité
En cas de fautes répétées, un joueur peut être envoyé sur le banc des pénalités et son équipe joue en infériorité numérique durant un laps de temps variable suivant la gravité de la faute,. Les fautes personnelles sont en général sanctionnées par une minute sur le banc. Les fautes techniques, moins graves que les premières, ne sont sanctionnées que par 30 secondes de pénalité ou par la perte de la balle. Des infractions plus graves peuvent entraîner des expulsions plus longues. Si un joueur a commis cinq fautes personnelles, il ne peut plus prendre part au match.

#### Fautes personnelles
Les fautes personnelles incluent le cinglage avec la crosse, la charge avec la crosse (utilisation du manche de sa crosse pour entrer en contact avec son adversaire), le fait de faire trébucher l'adversaire, l'attitude antisportive, la dureté excessive, la crosse non conforme, la mise en échec non conforme et les gants non conformes. Le stick-check (possibilité de frapper la crosse de l'adversaire ou ses gants) est autorisé mais un joueur ne peut frapper une autre partie du corps (pénalité sur action de cinglage). Une pénalité peut également sanctionner tout contact si la balle ne se trouve pas à moins de 4,60 m du joueur, tout contact évitable avec un adversaire qui vient de passer la balle ou de tirer, tout contact par derrière, au ventre ou sous le ventre et enfin tout contact au-dessus des épaules. La mise en échec doit donc s'effectuer au-dessous du niveau du cou avec les deux mains sur la crosse. L'attitude antisportive comprend les injures, gestes ou langage obscènes et bagarres. La dureté excessive est laissée à l'appréciation de l'arbitre qui considère si une mise en échec est trop violente.

#### Fautes techniques
Les fautes techniques incluent le holding (le fait de retenir l'adversaire), l'obstruction, le hors-jeu, le fait de pousser l'adversaire par derrière, l'écran (quand un joueur de l'équipe attaquante empêche un défenseur d'atteindre celui qui a la balle), le retard de jeu et le raffut (utilisation de sa main libre quand on a la balle pour repousser l'adversaire). Un joueur ne doit pas gêner le mouvement d'un autre en le retenant avec ses bras, l'obstruction est définie comme une gêne de tout type au-delà du rayon de 4,50 m de la zone occupée par la balle. Le hors-jeu intervient quand une équipe n'a pas au moins quatre joueurs dans sa zone défensive ou trois joueurs dans sa zone offensive. Le retard de jeu est à l'appréciation des arbitres qui sont en droit de considérer que l'équipe attaquante ne produit pas un jeu offensif.

## Compétitions domestiques

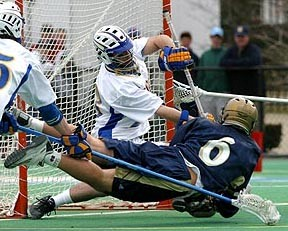
Match de NCAA en 2005.

La crosse universitaire est pratiquée à l'Université de New York depuis 1877,. Le premier tournoi universitaire se dispute en 1881 entre quatre équipes : l'Université de New York, l'Université de Princeton, l'Université Columbia et l'Université Harvard qui l'a remporté,. L’United States Intercollegiate Lacrosse Association (USLA) est créée en 1885 et, à partir de 1936, le trophée Wingate Memorial est remis au champion. Ce titre reste le plus prestigieux jusqu'à la reconnaissance de la discipline par la National Collegiate Athletic Association (NCAA) en 1971,. Confinée jusque-là principalement au quart nord-est des États-Unis, la crosse va profiter de cette labellisation NCAA pour s'implanter durablement dans le reste du pays. En plus des trois divisions de la NCAA, il existe d'autres championnats inter-universités,,.
La crosse a également été pratiquée en Angleterre, Écosse, Irlande et en France après une tournée d'une équipe d'Amérindiens et de Canadiens en 1867. En 1868, l’English Lacrosse Association est créée. En 1876, la Reine Victoria fait montre d'engouement pour ce sport et l'encourage notamment dans les collèges de filles. Une fédération européenne de lacrosse est également fondée ainsi qu'un championnat d'Europe de lacrosse en 1995. La crosse est également importée en Australie en 1876 où le Senior Lacrosse Championship constitue le plus haut niveau.

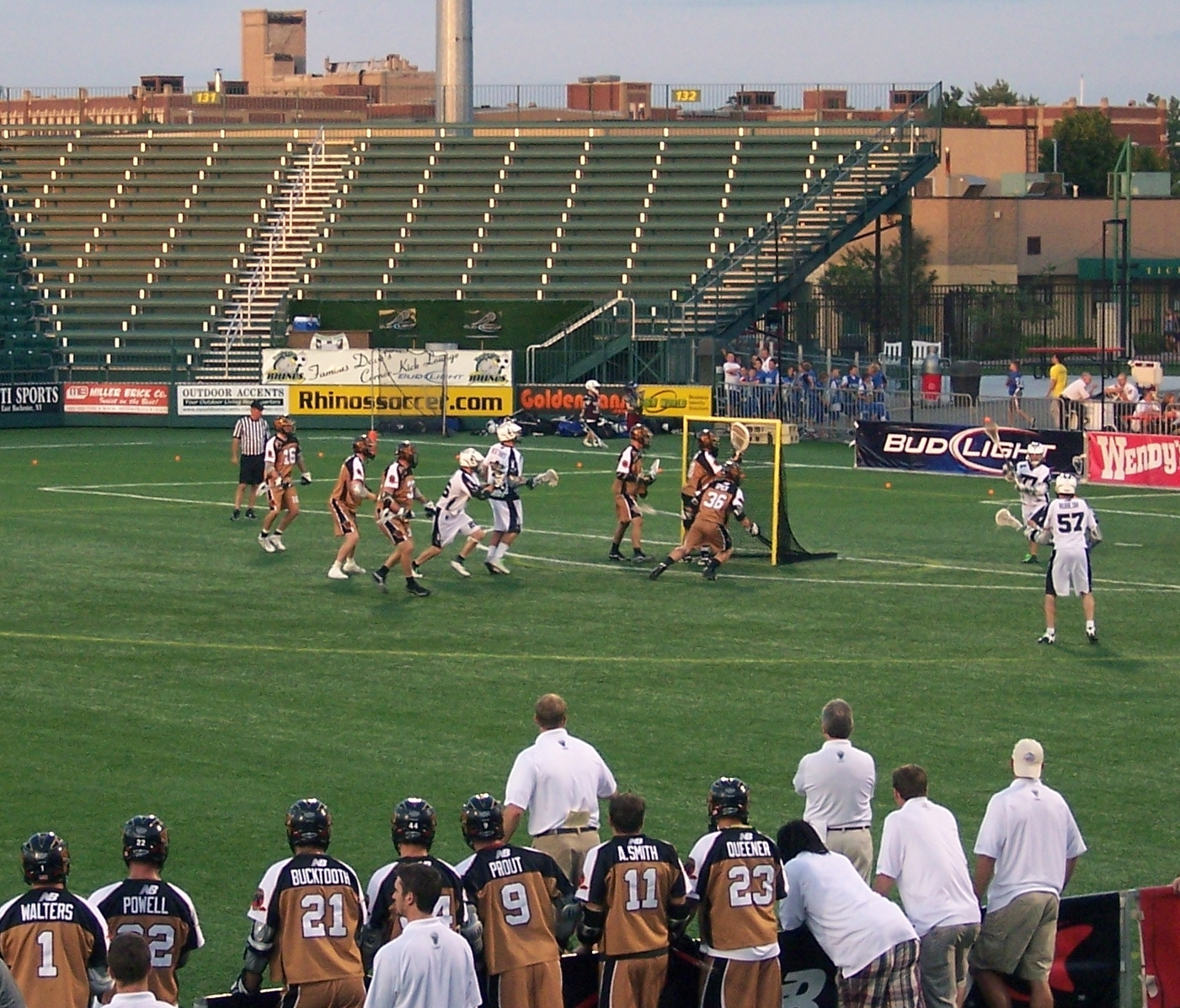
Match de NCAA entre Rochester et Long Island en 2008.

En 1985, la Canadian University Field Lacrosse Association (CUFLA) est créée, avec la collaboration de trente universités en Ontario et au Québec pour une compétition universitaire. Contrairement à la NCAA, la CUFLA autorise la participation de joueurs professionnels.
En 1911, au Canada, une ligue professionnelle, la National Professional Lacrosse Union, est fondée et réunit cinq équipes dont les Amérindiens sont exclus. L'année suivante, une seconde ligue professionnelle, la Dominion Lacrosse Association, est créée pour concurrencer la première. La Première Guerre mondiale et la difficulté de recruter des joueurs y mettent un terme. En 1988, un championnat professionnel, l’American Lacrosse League, apparaît mais est abandonné après seulement cinq semaines d'existence. En effet, malgré de vaines tentatives de mettre en place des ligues professionnelles, la crosse reste très prisée au niveau amateur avec la création de plusieurs ligues dans les années 1960 et 1970, notamment en Ontario.
La Major League Lacrosse est finalement créée en 2001. Elle oppose des franchises américaines et canadiennes durant l'été, entre les mois de mai et août. En 2008, dix équipes y participent et la finale se dispute à Harvard Stadium entre les Bayhawks de Chesapeake et les Lizards de Long Island devant 6 445 spectateurs (victoire sur le score de 13 à 9 pour Chesapeake). Cette compétition est désormais retransmise sur ESPN pour une durée de dix ans à compter de 2007.

## Compétitions internationales

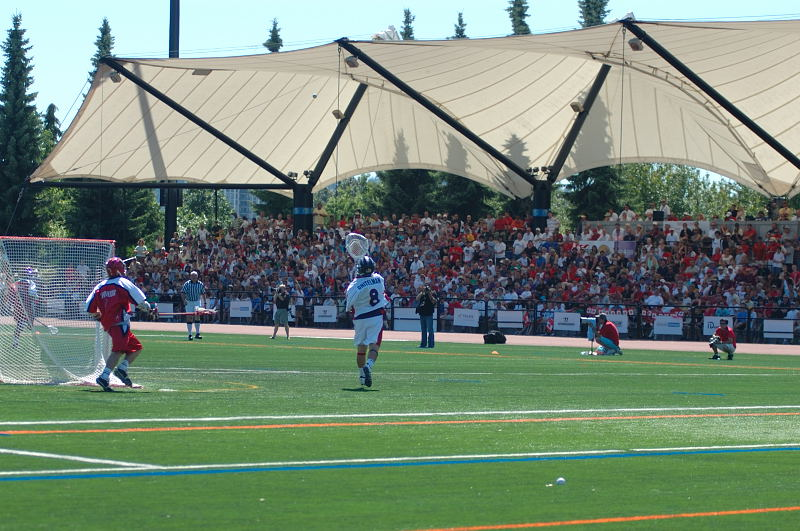
États-Unis contre Canada au Mondial 2008 des moins de 19 ans.

La Federation of International Lacrosse (FIL) organise depuis 2008 et après la fusion des fédérations masculines et féminines, les compétitions de crosse au champ, de la crosse féminine et de la crosse en enclos. La précédente International Lacrosse Federation, créée en 1974, régissait uniquement la crosse au champ. La FIL organise les Championnats du monde et les Championnats du monde de moins de 19 ans. Elle organise également les Championnats du monde de crosse en enclos et de crosse féminine et supervise les règles.

### Jeux olympiques d'été

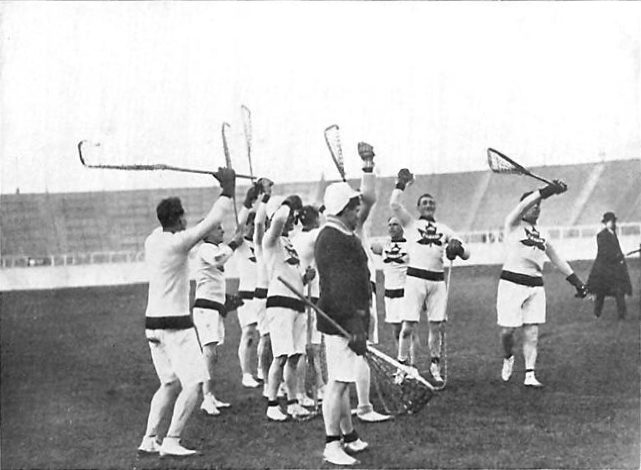
Équipe du Canada aux Jeux olympiques de 1908, victorieuse du Royaume-Uni.

La crosse est au programme des Jeux olympiques d'été de 1904 à Saint-Louis et 1908 à Londres. En 1904, trois équipes participent aux Jeux de Saint-Louis : deux équipes canadiennes (les Winnipeg Shamrocks et une équipe de Mohawks issue des Iroquois) et une équipe américaine représentée par le club local St. Louis A.A.A. Les Winnipeg Shamrocks remportent le tournoi olympique,. Deux équipes participent aux Jeux de 1908 de Londres, l'une représentant la Grande-Bretagne, l'autre le Canada. Cette dernière remporte la compétition par 14 à 10.
Aux Jeux olympiques d'été de 1928, 1932 et 1948, la crosse est un sport de démonstration. Aux Jeux de 1928, trois nations s'alignent : les États-Unis, le Canada et la Grande-Bretagne. Aux Jeux de 1932, trois matchs d'exhibition sont organisés entre une sélection américaine et une équipe all-star du Canada. En 1928 et 1932, les États-Unis sont représentés par les joueurs de l'Université Johns-Hopkins, les Johns Hopkins Blue Jays qui ont remporté un tournoi de sélection,. Aux Jeux de 1948, un match d'exhibition entre une équipe All-England mise en place par l’English Lacrosse Union et une équipe universitaire américaine issue du Rensselaer Polytechnic Institute est organisé. Ce match se clôt sur un score de parité 5-5.

### Championnats du monde de crosse au champ et tournois continentaux
Les championnats du monde de crosse au champ sont créées en 1967 et réunissent quatre équipes invitées par l’International Lacrosse Federation. Cet évènement a lieu tous les quatre ans. La dernière édition, en 2010, concerne vingt-neuf nations. La prochaine édition se tiendra à Denver (États-Unis) en 2014. Seuls les États-Unis, le Canada et l'Australie ont fini à l'une des deux premières places lors de toutes les éditions. Depuis 1990, Les Iroquois Nationals, une équipe constituée de membres des Cinq-Nations, participent aux compétitions internationales. Elle est la seule équipe d'Amérindiens à participer à des compétitions internationales en sport collectif. Toutefois, lors de l'édition 2010, les autorités britanniques refusent l'entrée sur leur territoire des Iroquois car ils ne reconnaissent pas les passeports haudenosaunee.
La Federation of International Lacrosse organise également des Championnats du monde des moins de 19 ans. En 2008, lors de la dernière édition réunissant 20 nations, les Bermudes, la Finlande et l'Écosse y font leurs débuts,.
Il existe également des compétitions continentales telles que le Championnat d'Europe de crosse disputé entre les 31 membres de la Fédération européenne de lacrosse ainsi qu'un tournoi en Asie, l'« Asian-Pacific de lacrosse », réunissant huit nations,.

## Les joueurs et le jeu

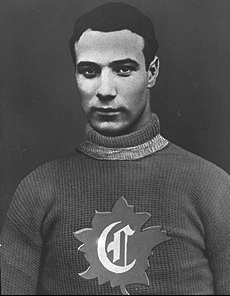
Édouard Lalonde considéré comme le meilleur joueur du Canada dans la première partie du XXe siècle.

Le Canada et les États-Unis ont tous deux créé un temple de la renommée (Hall of Fame) où sont honorés des joueurs de crosse au champ, crosse en enclos et crosse féminine.
Au Canada, William Fitzgerald, Jean-Baptiste Laviolette et Édouard Lalonde marquent les années 1900 et 1910. Ce dernier est considéré comme le meilleur joueur canadien de la première partie du XXe siècle. Entre les années 1920 et 1960, Lionel Conacher, Ross Powless, Gaylord Powless, Wilfred McDonald, Ike Hildebrand ou encore Jack Bionda se sont mis à l'honneur. Tous ces joueurs ont en commun d'avoir connu également une carrière prestigieuse en hockey sur glace.
Ces dernières années les joueurs marquants sont canadiens et américains. Gary Gait, considéré comme le meilleur joueur de tous les temps, son frère Paul Gait, Geoff Snider et John Grant, Jr. sont les joueurs emblématiques du Canada tandis que Ryan Powell, Mark Millon ou encore le gardien Greg Cattrano représentent la fine fleur des joueurs américains. Tous ces joueurs ont été élus meilleur joueur de la Major League Lacrosse.

## Culture populaire

### Sport national d'été au Canada

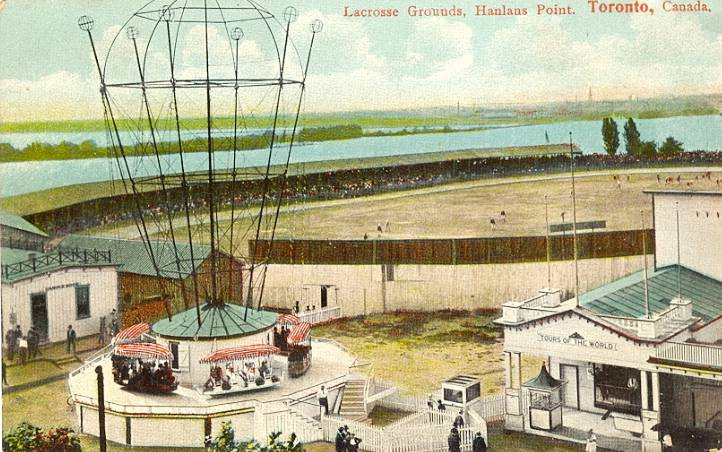
Terrain de crosse à Toronto en 1900.

D'origine amérindienne, la crosse est l'une des composantes de la culture autochtone ayant perduré malgré l'arrivée des Européens au Canada. En témoignage de reconnaissance de cet héritage amérindien, elle est déclarée « Jeu national du Canada » le 1er juillet 1859. La crosse devient le sport numéro un au Canada à la fin du XIXe siècle et au début du XXe siècle mais se trouve très vite confrontée à l'opposition entre l'arrivée du professionnalisme et les idéaux victoriens d'amateurisme. Dans les années 1930, la création de la crosse en enclos revigore la discipline qui peut être associée au hockey sur glace dans la même enceinte, le hockey prenant place l'hiver et la crosse l'été. Cependant cette dernière ne parvient pas à rivaliser avec les sports de masse tels le baseball ou le golf.
En 1967, le Premier ministre du Canada Pierre Elliott Trudeau suggère de confirmer la crosse et le hockey sur glace comme Jeux nationaux du Canada, les documents officiels de 1859 ayant été égarés, cependant aucune décision n'est prise. En 1994, le député Nelson Riis présente un texte « Pour reconnaître le hockey sur glace à titre de Sport national d'hiver du Canada et la crosse à titre de Sport national d'été du Canada ». Ce texte est érigé en loi sous le nom de « Loi sur les sports nationaux » le 12 mai 1994. Cette loi permet de réaffirmer l'importance de la contribution des autochtones nord-américains au développement de la société et de la culture canadiennes.

### Cinéma
Très présente dans les universités nord-américaines, la crosse figure dans divers « teen movies » comme American Pie en 1999 où l'un des personnages, Steve Stiffler incarné par Seann William Scott, est capitaine de l'équipe de crosse de son lycée.
Un documentaire sur l'équipe de Hopkins Lacrosse, The Hopkins Lacrosse Story, est sorti en 1992 et retrace l'histoire de cette équipe universitaire présente aux deux olympiades 1904 et 1908 et victorieuse de 40 titres nationaux depuis 1883.

### Affluence dans les stades
L'affluence de spectateurs en crosse est en augmentation ces dernières années. La finale de NCAA en 2008 entre l'Orange de Syracuse et l'Université Johns-Hopkins (score : 13-10), s'est déroulée devant 48 970 spectateurs au Gillette Stadium. En 2007, lors d'une compétition sur trois jours au M&T Bank Stadium autour de matchs de NCAA de crosse, le nombre de spectateurs cumulés a atteint les 123 225. En Major League Lacrosse, en juillet 2008, les Outlaws de Denver ont disputé un match devant 20 116 spectateurs. Le nombre de spectateurs par match lors de la saison régulière 2008 est de 4 515 spectateurs/match (soit une influence cumulée de 270 942 spectateurs) et est en constante augmentation depuis 2004. En ce qui concerne les équipes, ce sont les Outlaws de Denver qui sont en tête des affluences avec une moyenne à domicile de 10 853 spectateurs/match suivi des Cannons de Boston avec 8 313 spectateurs/match, de son côté le match des étoiles 2008 a attiré 10 124 spectateurs.
Aux Jeux olympiques de Los Angeles en 1932, plus de 145 000 spectateurs assistent aux trois matchs entre les États-Unis et le Canada. 75 000 personnes assistent également à la première rencontre de la série en attendant la fin du marathon,,.